# 志の輔ラジオ 土曜がいい!
『志の輔ラジオ 土曜がいい!』（しのすけらじお どようがいい）は落語家の立川志の輔がパーソナリティを務めた、文化放送のワイド番組。アシスタントは、文化放送アナウンサーの吉田涙子。

## 概要
志の輔は1990年4月 - 1996年3月に、文化放送で「志の輔ラジオ 気分がいい!」のパーソナリティを務めており、7年半振りに、文化放送に復帰した。
11:40頃からの「日通・世界の街角」（世界で活躍する日本人を特集するコーナー、日本通運提供）は約10年近く、この時間帯で放送していた。
12:05頃からの「志の輔特選落語」では、過去に文化放送の第5スタジオで収録された落語の模様や、他局で収録・放送された貴重な落語の音源を放送していた。
なお、番組コーナーの「志の輔特選落語」はリニューアルされて、2007年4月7日から土曜7:00 - 7:55の55分番組となり、タイトルも「志の輔ラジオ 落語DEデート」になり放送開始。
この放送枠の後番組は「吉井歌奈子 ミュージックトリップ」（2007年4月14日より放送）

## 放送時間
- 2003年10月4日 - 2007年3月31日 土曜 11:00 - 13:00

（2006年4月8日 - 9月30日は11:00 - 12:45）

## 番組コーナー
- 今週のサプライズ
- 文化放送ラジオショッピング
- 志の輔のはてなゼミナール
- 日通 世界の街角
- 志の輔特選落語
- 志の輔の町の中から